# Deuteronomos coarctata
Deuteronomos coarctata là một loài bướm đêm trong họ Geometridae.